# Belgisch basketbalteam (vrouwen)
Het Belgisch nationaal basketbalteam, ook bekend als de Belgian Cats, is een team van basketbalsters dat België vertegenwoordigt in internationale wedstrijden. Het team is regerend Europees kampioen.

## Overzicht

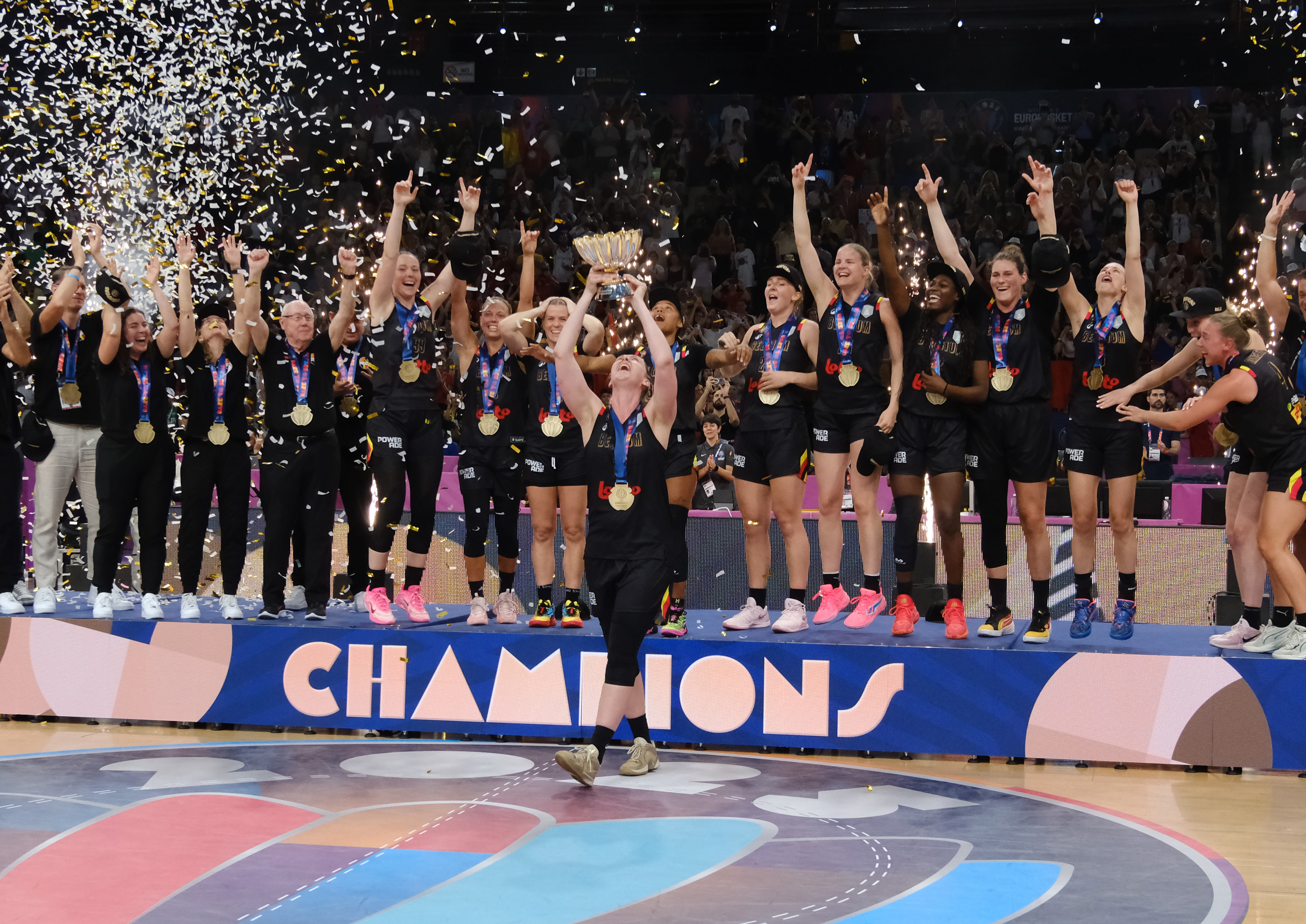
Europees kampioen in 2025

België deed in 1950 voor het eerst mee aan een officieel internationaal vrouwentoernooi, namelijk het Europees kampioenschap. Tot nog toe nam België aan 15 edities van het EK deel. Zowel in 2017 als in 2021 wist België een bronzen medaille te winnen op het Europees kampioenschap. In 2023 won België het Europees kampioenschap, na winst in de finale tegen Spanje. In 2025 wonnen ze opnieuw het EK, na winst in de finale tegen Spanje. In 2018 debuteerde België op het wereldkampioenschap voor vrouwen, en eindigde als vierde. Vier jaar later werd België vijfde. België nam ook deel aan de Olympische Zomerspelen 2020. Het land werd uitgeschakeld in de kwartfinale door met één punt verschil te verliezen van gastland Japan. Op de Olympische Zomerspelen 2024 werd België vierde na verliezen tegen Frankrijk in de halve finale, en Australië in de wedstrijd voor het brons.

## Olympische Spelen
| Jaar | Plaats              | WG                  | W                   | V                   | PV                  | PT                  |
| ---- | ------------------- | ------------------- | ------------------- | ------------------- | ------------------- | ------------------- |
| 1976 | Niet gekwalificeerd | Niet gekwalificeerd | Niet gekwalificeerd | Niet gekwalificeerd | Niet gekwalificeerd | Niet gekwalificeerd |
| 1980 | Niet gekwalificeerd | Niet gekwalificeerd | Niet gekwalificeerd | Niet gekwalificeerd | Niet gekwalificeerd | Niet gekwalificeerd |
| 1984 | Niet gekwalificeerd | Niet gekwalificeerd | Niet gekwalificeerd | Niet gekwalificeerd | Niet gekwalificeerd | Niet gekwalificeerd |
| 1988 | Niet gekwalificeerd | Niet gekwalificeerd | Niet gekwalificeerd | Niet gekwalificeerd | Niet gekwalificeerd | Niet gekwalificeerd |
| 1992 | Niet gekwalificeerd | Niet gekwalificeerd | Niet gekwalificeerd | Niet gekwalificeerd | Niet gekwalificeerd | Niet gekwalificeerd |
| 1996 | Niet gekwalificeerd | Niet gekwalificeerd | Niet gekwalificeerd | Niet gekwalificeerd | Niet gekwalificeerd | Niet gekwalificeerd |
| 2000 | Niet gekwalificeerd | Niet gekwalificeerd | Niet gekwalificeerd | Niet gekwalificeerd | Niet gekwalificeerd | Niet gekwalificeerd |

| Jaar   | Plaats              | WG                  | W                   | V                   | PV                  | PT                  |
| ------ | ------------------- | ------------------- | ------------------- | ------------------- | ------------------- | ------------------- |
| 2004   | Niet gekwalificeerd | Niet gekwalificeerd | Niet gekwalificeerd | Niet gekwalificeerd | Niet gekwalificeerd | Niet gekwalificeerd |
| 2008   | Niet gekwalificeerd | Niet gekwalificeerd | Niet gekwalificeerd | Niet gekwalificeerd | Niet gekwalificeerd | Niet gekwalificeerd |
| 2012   | Niet gekwalificeerd | Niet gekwalificeerd | Niet gekwalificeerd | Niet gekwalificeerd | Niet gekwalificeerd | Niet gekwalificeerd |
| 2016   | Niet gekwalificeerd | Niet gekwalificeerd | Niet gekwalificeerd | Niet gekwalificeerd | Niet gekwalificeerd | Niet gekwalificeerd |
| 2020   | 7                   | 4                   | 2                   | 2                   | 319                 | 282                 |
| 2024   | 4                   | 6                   | 2                   | 4                   | 463                 | 460                 |
| Totaal | 2/13                | 10                  | 4                   | 6                   | 782                 | 742                 |

## Wereldkampioenschap
| Jaar | Plaats              | WG                  | W                   | V                   | PV                  | PT                  |
| ---- | ------------------- | ------------------- | ------------------- | ------------------- | ------------------- | ------------------- |
| 1953 | Niet gekwalificeerd | Niet gekwalificeerd | Niet gekwalificeerd | Niet gekwalificeerd | Niet gekwalificeerd | Niet gekwalificeerd |
| 1957 | Niet gekwalificeerd | Niet gekwalificeerd | Niet gekwalificeerd | Niet gekwalificeerd | Niet gekwalificeerd | Niet gekwalificeerd |
| 1959 | Niet gekwalificeerd | Niet gekwalificeerd | Niet gekwalificeerd | Niet gekwalificeerd | Niet gekwalificeerd | Niet gekwalificeerd |
| 1964 | Niet gekwalificeerd | Niet gekwalificeerd | Niet gekwalificeerd | Niet gekwalificeerd | Niet gekwalificeerd | Niet gekwalificeerd |
| 1967 | Niet gekwalificeerd | Niet gekwalificeerd | Niet gekwalificeerd | Niet gekwalificeerd | Niet gekwalificeerd | Niet gekwalificeerd |
| 1971 | Niet gekwalificeerd | Niet gekwalificeerd | Niet gekwalificeerd | Niet gekwalificeerd | Niet gekwalificeerd | Niet gekwalificeerd |
| 1975 | Niet gekwalificeerd | Niet gekwalificeerd | Niet gekwalificeerd | Niet gekwalificeerd | Niet gekwalificeerd | Niet gekwalificeerd |
| 1979 | Niet gekwalificeerd | Niet gekwalificeerd | Niet gekwalificeerd | Niet gekwalificeerd | Niet gekwalificeerd | Niet gekwalificeerd |
| 1983 | Niet gekwalificeerd | Niet gekwalificeerd | Niet gekwalificeerd | Niet gekwalificeerd | Niet gekwalificeerd | Niet gekwalificeerd |
| 1986 | Niet gekwalificeerd | Niet gekwalificeerd | Niet gekwalificeerd | Niet gekwalificeerd | Niet gekwalificeerd | Niet gekwalificeerd |
| 1990 | Niet gekwalificeerd | Niet gekwalificeerd | Niet gekwalificeerd | Niet gekwalificeerd | Niet gekwalificeerd | Niet gekwalificeerd |

| Jaar   | Plaats         | WG             | W              | V              | PV             | PT             |
| ------ | -------------- | -------------- | -------------- | -------------- | -------------- | -------------- |
| 1994   |                |                |                |                |                |                |
| 1998   |                |                |                |                |                |                |
| 2002   |                |                |                |                |                |                |
| 2006   |                |                |                |                |                |                |
| 2010   |                |                |                |                |                |                |
| 2014   |                |                |                |                |                |                |
| 2018   | 4              | 6              | 3              | 3              | 456            | 401            |
| 2022   | 5              | 6              | 3              | 3              | 433            | 435            |
| 2026   | Gekwalificeerd | Gekwalificeerd | Gekwalificeerd | Gekwalificeerd | Gekwalificeerd | Gekwalificeerd |
| Totaal | 3/20           | 12             | 6              | 6              | 889            | 836            |

## Europees kampioenschap
| Jaar | Plaats              | WG                  | W                   | V                   | PV                  | PT                  |
| ---- | ------------------- | ------------------- | ------------------- | ------------------- | ------------------- | ------------------- |
| 1938 | Niet gekwalificeerd | Niet gekwalificeerd | Niet gekwalificeerd | Niet gekwalificeerd | Niet gekwalificeerd | Niet gekwalificeerd |
| 1950 | 8                   | 7                   | 4                   | 3                   | 287                 | 302                 |
| 1952 | Niet gekwalificeerd | Niet gekwalificeerd | Niet gekwalificeerd | Niet gekwalificeerd | Niet gekwalificeerd | Niet gekwalificeerd |
| 1954 | Niet gekwalificeerd | Niet gekwalificeerd | Niet gekwalificeerd | Niet gekwalificeerd | Niet gekwalificeerd | Niet gekwalificeerd |
| 1956 | Niet gekwalificeerd | Niet gekwalificeerd | Niet gekwalificeerd | Niet gekwalificeerd | Niet gekwalificeerd | Niet gekwalificeerd |
| 1958 | Niet gekwalificeerd | Niet gekwalificeerd | Niet gekwalificeerd | Niet gekwalificeerd | Niet gekwalificeerd | Niet gekwalificeerd |
| 1960 | 10                  | 7                   | 0                   | 7                   | 284                 | 402                 |
| 1962 | 10                  | 5                   | 0                   | 5                   | 172                 | 287                 |
| 1964 | Niet gekwalificeerd | Niet gekwalificeerd | Niet gekwalificeerd | Niet gekwalificeerd | Niet gekwalificeerd | Niet gekwalificeerd |
| 1966 | Niet gekwalificeerd | Niet gekwalificeerd | Niet gekwalificeerd | Niet gekwalificeerd | Niet gekwalificeerd | Niet gekwalificeerd |
| 1968 | 7                   | 9                   | 2                   | 7                   | 374                 | 615                 |
| 1970 | 12                  | 7                   | 0                   | 7                   | 390                 | 599                 |
| 1972 | Niet gekwalificeerd | Niet gekwalificeerd | Niet gekwalificeerd | Niet gekwalificeerd | Niet gekwalificeerd | Niet gekwalificeerd |
| 1974 | Niet gekwalificeerd | Niet gekwalificeerd | Niet gekwalificeerd | Niet gekwalificeerd | Niet gekwalificeerd | Niet gekwalificeerd |
| 1976 | 12                  | 8                   | 1                   | 7                   | 471                 | 740                 |
| 1978 | Niet gekwalificeerd | Niet gekwalificeerd | Niet gekwalificeerd | Niet gekwalificeerd | Niet gekwalificeerd | Niet gekwalificeerd |
| 1980 | 13                  | 8                   | 1                   | 7                   | 453                 | 668                 |
| 1981 | Niet gekwalificeerd | Niet gekwalificeerd | Niet gekwalificeerd | Niet gekwalificeerd | Niet gekwalificeerd | Niet gekwalificeerd |
| 1983 | Niet gekwalificeerd | Niet gekwalificeerd | Niet gekwalificeerd | Niet gekwalificeerd | Niet gekwalificeerd | Niet gekwalificeerd |
| 1985 | 12                  | 7                   | 0                   | 7                   | 306                 | 350                 |
| 1987 | Niet gekwalificeerd | Niet gekwalificeerd | Niet gekwalificeerd | Niet gekwalificeerd | Niet gekwalificeerd | Niet gekwalificeerd |

| Jaar   | Plaats              | WG                  | W                   | V                   | PV                  | PT                  |
| ------ | ------------------- | ------------------- | ------------------- | ------------------- | ------------------- | ------------------- |
| 1989   | Niet gekwalificeerd | Niet gekwalificeerd | Niet gekwalificeerd | Niet gekwalificeerd | Niet gekwalificeerd | Niet gekwalificeerd |
| 1991   | Niet gekwalificeerd | Niet gekwalificeerd | Niet gekwalificeerd | Niet gekwalificeerd | Niet gekwalificeerd | Niet gekwalificeerd |
| 1993   | Niet gekwalificeerd | Niet gekwalificeerd | Niet gekwalificeerd | Niet gekwalificeerd | Niet gekwalificeerd | Niet gekwalificeerd |
| 1995   | Niet gekwalificeerd | Niet gekwalificeerd | Niet gekwalificeerd | Niet gekwalificeerd | Niet gekwalificeerd | Niet gekwalificeerd |
| 1997   | Niet gekwalificeerd | Niet gekwalificeerd | Niet gekwalificeerd | Niet gekwalificeerd | Niet gekwalificeerd | Niet gekwalificeerd |
| 1999   | Niet gekwalificeerd | Niet gekwalificeerd | Niet gekwalificeerd | Niet gekwalificeerd | Niet gekwalificeerd | Niet gekwalificeerd |
| 2001   | Niet gekwalificeerd | Niet gekwalificeerd | Niet gekwalificeerd | Niet gekwalificeerd | Niet gekwalificeerd | Niet gekwalificeerd |
| 2003   | 6                   | 8                   | 3                   | 5                   | 578                 | 649                 |
| 2005   | Niet gekwalificeerd | Niet gekwalificeerd | Niet gekwalificeerd | Niet gekwalificeerd | Niet gekwalificeerd | Niet gekwalificeerd |
| 2007   | 7                   | 8                   | 4                   | 4                   | 525                 | 520                 |
| 2009   | Niet gekwalificeerd | Niet gekwalificeerd | Niet gekwalificeerd | Niet gekwalificeerd | Niet gekwalificeerd | Niet gekwalificeerd |
| 2011   | Niet gekwalificeerd | Niet gekwalificeerd | Niet gekwalificeerd | Niet gekwalificeerd | Niet gekwalificeerd | Niet gekwalificeerd |
| 2013   | Niet gekwalificeerd | Niet gekwalificeerd | Niet gekwalificeerd | Niet gekwalificeerd | Niet gekwalificeerd | Niet gekwalificeerd |
| 2015   | Niet gekwalificeerd | Niet gekwalificeerd | Niet gekwalificeerd | Niet gekwalificeerd | Niet gekwalificeerd | Niet gekwalificeerd |
| 2017   | Brons               | 6                   | 5                   | 1                   | 413                 | 376                 |
| 2019   | 5                   | 6                   | 3                   | 3                   | 418                 | 400                 |
| 2021   | Brons               | 6                   | 4                   | 2                   | 445                 | 414                 |
| 2023   | Goud                | 6                   | 6                   | 0                   | 488                 | 338                 |
| 2025   | Goud                | 6                   | 6                   | 0                   | 456                 | 342                 |
| 2027   | Gekwalificeerd      | Gekwalificeerd      | Gekwalificeerd      | Gekwalificeerd      | Gekwalificeerd      | Gekwalificeerd      |
| Totaal | 15/40               | 104                 | 39                  | 65                  | 6060                | 7002                |

## Selectie
De selectie voor het EK 2025.
| #              | Foto        | Naam                  | Geboortejaar | Lengte      | Club                                                    |
| Pointguards    | Pointguards | Pointguards           | Pointguards  | Pointguards | Pointguards                                             |
| -------------- | ----------- | --------------------- | ------------ | ----------- | ------------------------------------------------------- |
| 4              |             | Elise Ramette         | 1998         | 1,71 m      | Joventut Badalona                                       |
| 35             |             | Julie Vanloo          | 1993         | 1,72 m      | Los Angeles Sparks Çukurova BK Mersin                   |
| Guards         |             |                       |              |             |                                                         |
| 55             |             | Julie Allemand        | 1996         | 1,74 m      | Los Angeles Sparks Fenerbahçe S.K. (women's basketball) |
| Forwards       |             |                       |              |             |                                                         |
| 5              |             | Nastja Claessens      | 2004         | 1,85 m      | Kansas State Wildcats Womans Basketball                 |
| 6              |             | Antonia Delaere       | 1994         | 1,82 m      | Emlak Konut Basketball Women                            |
| Small forwards |             |                       |              |             |                                                         |
| 31             |             | Maxuella Lisowa-Mbaka | 2001         | 1,78 m      | Araski AES                                              |
| Power forwards |             |                       |              |             |                                                         |
| 11             |             | Emma Meesseman        | 1993         | 1,92 m      | Fenerbahçe                                              |
| 22             |             | Bethy Mununga         | 1997         | 1,83 m      | Araski AES                                              |
| 27             |             | Marie Vervaet         | 2000         | 1,86 m      | Castors Braine                                          |
| Centers        |             |                       |              |             |                                                         |
| 13             |             | Kyara Linskens        | 1996         | 1,92 m      | ŽBK Dinamo Koersk                                       |
| 25             |             | Becky Massey          | 2000         | 1,86 m      | Basket Landes                                           |
| 99             |             | Ine Joris             | 2001         | 1,85 m      | Baxi ferrrol                                            |

### Recent opgeroepen
De volgende speelsters zijn het afgelopen jaar opgeroepen voor de ploeg, maar zaten niet bij de laatste selectie of zijn afgevallen nadat ze werden geselecteerd.
| #              | Foto        | Naam               | Geboortejaar | Lengte      | Club bij laatste selectie | Laatste oproep                  | Reden                       |
| Pointguards    | Pointguards | Pointguards        | Pointguards  | Pointguards | Pointguards               | Pointguards                     | Pointguards                 |
| -------------- | ----------- | ------------------ | ------------ | ----------- | ------------------------- | ------------------------------- | --------------------------- |
| 0              |             | Wivine Defosset    | 2002         | 1,70 m      | BC Namur Capitale         | Preselectie EK, 8 mei 2025      | Te weinig ervaring          |
| Guards         |             |                    |              |             |                           |                                 |                             |
| 3              |             | Sam Van Buggenhout | 2001         | 1,73 m      | Phantoms Boom             | Canada uit, 15 juli 2024        | Te weinig ervaring          |
| 15             |             | Renée Denys        | 2004         | 1,72 m      | Kangoeroes Mechelen       | Duitsland uit, 14 juni 2025     | Te weinig ervaring          |
| Forwards       |             |                    |              |             |                           |                                 |                             |
| 2              |             | Zhen Verburgt      | 2007         | 1,83 m      | Phantoms Boom             | Duitsland uit, 14 juni 2025     | Te weinig ervaring          |
| 8              |             | Sarah Dossou       | 2000         | 1,73 m      | BC Namur Capitale         | Litouwen uit, 9 februari 2025   | Te weinig ervaring          |
| 10             |             | Laure Resimont     | 1998         | 1,85 m      | Kangoeroes Mechelen       | Australië uit, 11 november 2024 | Geblesseerd                 |
| 71             |             | Alicia Courthiau   | 2005         | 1,76 m      | G&V Breakpoint Waregem    | Duitsland uit, 14 juni 2025     | Te weinig ervaring          |
| Small forwards |             |                    |              |             |                           |                                 |                             |
| 3              |             | Habibatou Bah      | 2004         | 1,69 m      | Phantoms Boom             | Preselectie EK, 8 mei 2025      | Te weinig ervaring          |
| Power forwards |             |                    |              |             |                           |                                 |                             |
| 11             |             | Sophie Van Hoof    | 2002         | 1,88 m      | Phantoms Boom             | Preselectie EK, 8 mei 2025      | Te weinig ervaring          |
| Centers        |             |                    |              |             |                           |                                 |                             |
| 16             |             | Laura Vilcinskas   | 2008         | 1,96 m      | Kangoeroes Mechelen       | Duitsland uit, 14 juni 2025     | Te weinig ervaring          |
| 34             |             | Billie Massey      | 2000         | 1,86 m      | CB Jairis                 | Polen uit, 10 november 2024     | Gestopt bij nationale ploeg |

### Staf
| Naam                | Functie                  |
| ------------------- | ------------------------ |
| Technische staf     |                          |
| Mike Thibault       | Bondscoach               |
| Pascal Angillis     | Assistent                |
| Dena Evans          | Assistent                |
| Koen Umans          | Teammanager              |
| Sven Van Camp       | Prestatiemanager         |
| Thomas Jadoul       | Materiaalmeester         |
| Medische staf       |                          |
| Sven Aertgeerts     | Teamdokter               |
| Hannah Algoed       | Teamdokter               |
| Karolien De Ceulaer | Teamdokter               |
| Jelle Duthoit       | Fysiotherapeut           |
| Tom Olders          | Fysiotherapeut           |
| Pierre-Yves Kaiser  | Fitnesscoach             |
| Tara Kuklis         | Mental performance coach |

## Club van 100
Onderstaande lijst geeft een overzicht van de dertien speelsters die meer dan 100 wedstrijden speelden voor de nationale ploeg. Speelsters in het vet zijn nog actief.
|     | Speelster             | Wedstrijden |
| --- | --------------------- | ----------- |
| 1.  | Julie Vanloo          | 158         |
| 2.  | Marjorie Carpréaux    | 157         |
| 3.  | Antonia Delaere       | 156         |
| 4.  | Laurence Van Malderen | 147         |
| 5.  | Marianne Rommel       | 139         |
| 6.  | Jana Raman            | 135         |
| 7.  | Emma Meesseman        | 130         |
| 8.  | Kim Mestdagh          | 124         |
| 9.  | Ann Wauters           | 123         |
| 10. | Patricia De Roo       | 118         |
| 11. | Kyara Linskens        | 114         |
| 12. | Sofie Hendrickx       | 108         |
| 13. | Hanne Mestdagh        | 101         |

## Bondscoaches

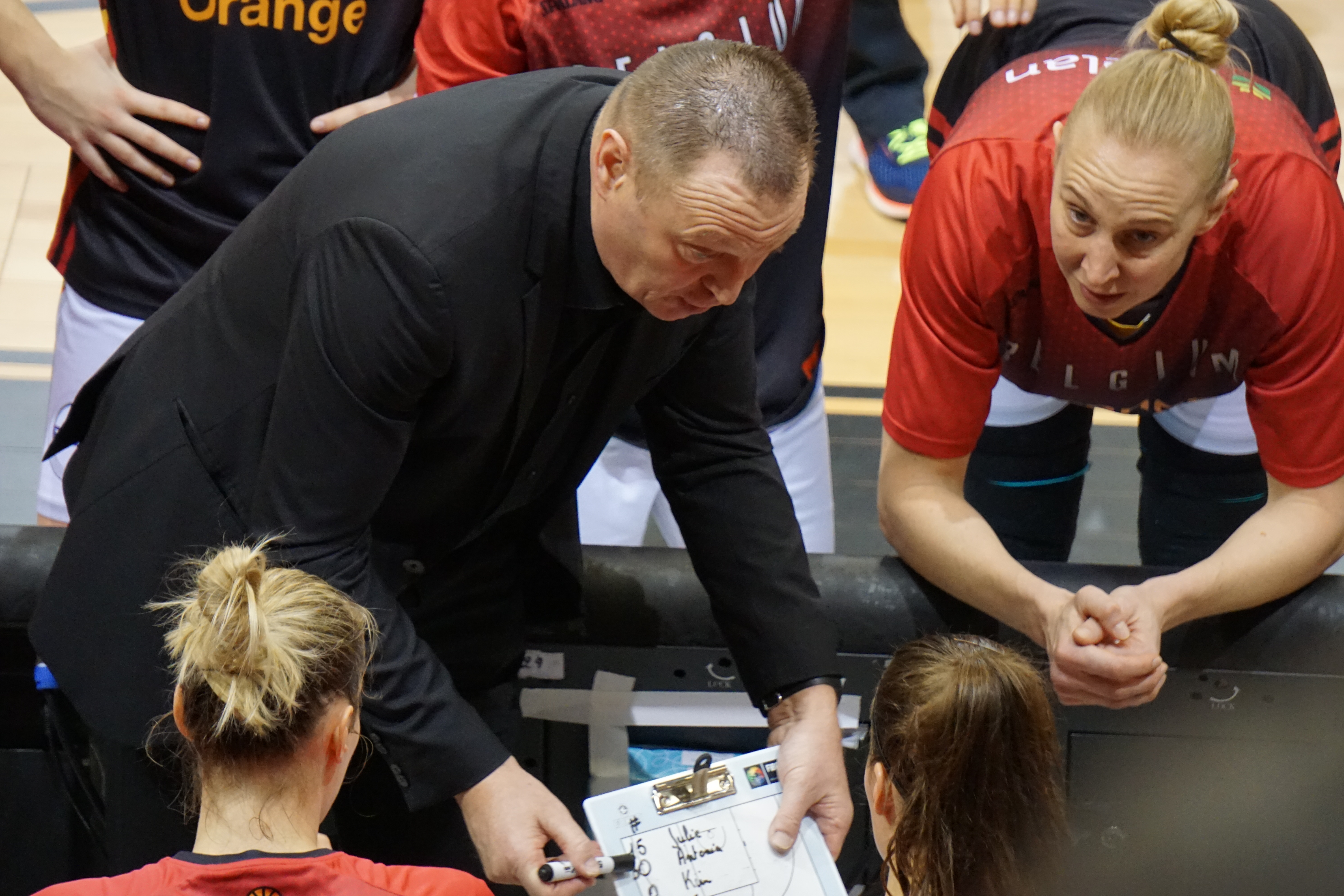
Philip Mestdagh (2015-2021)
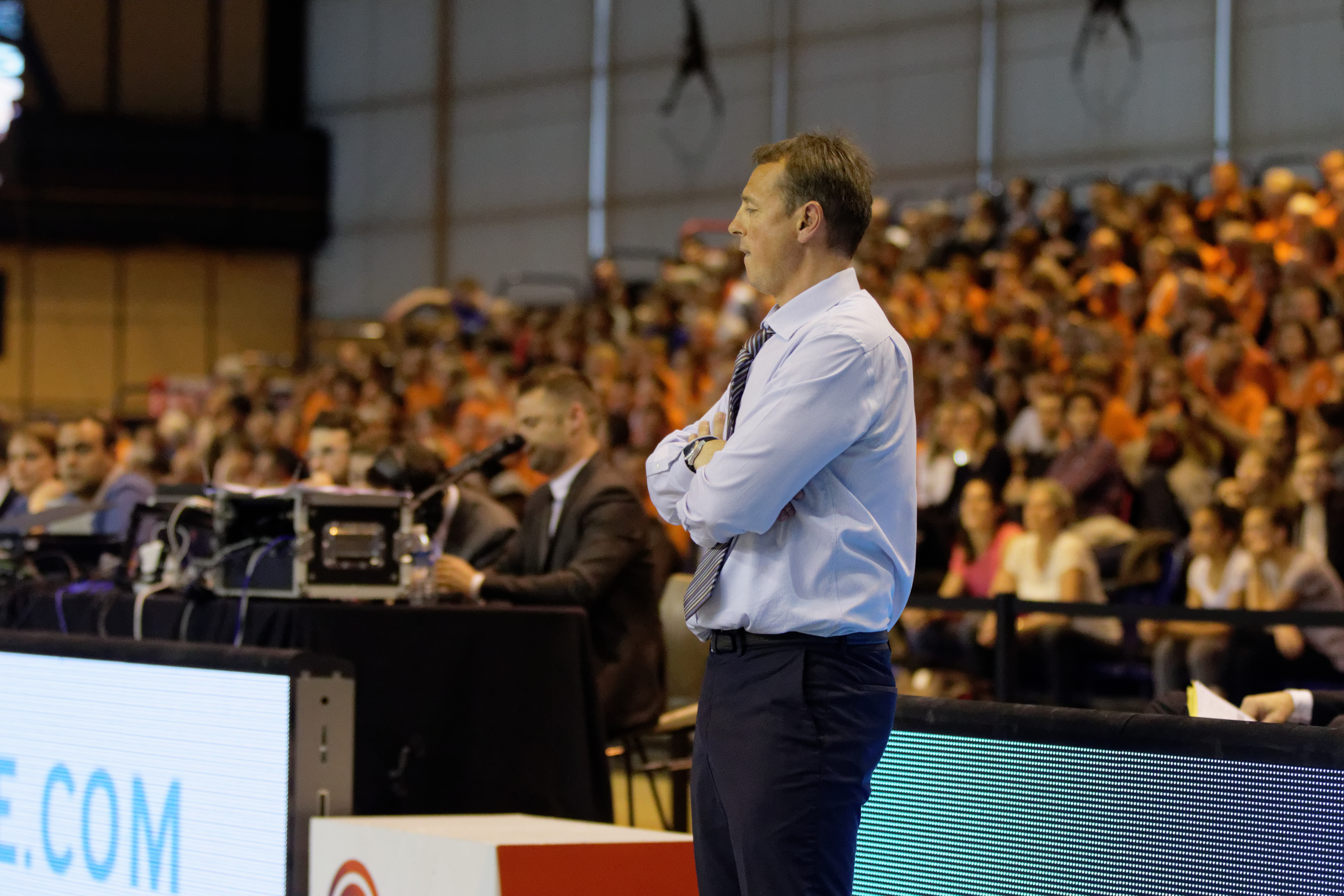
Valéry Demory (2021-2022)
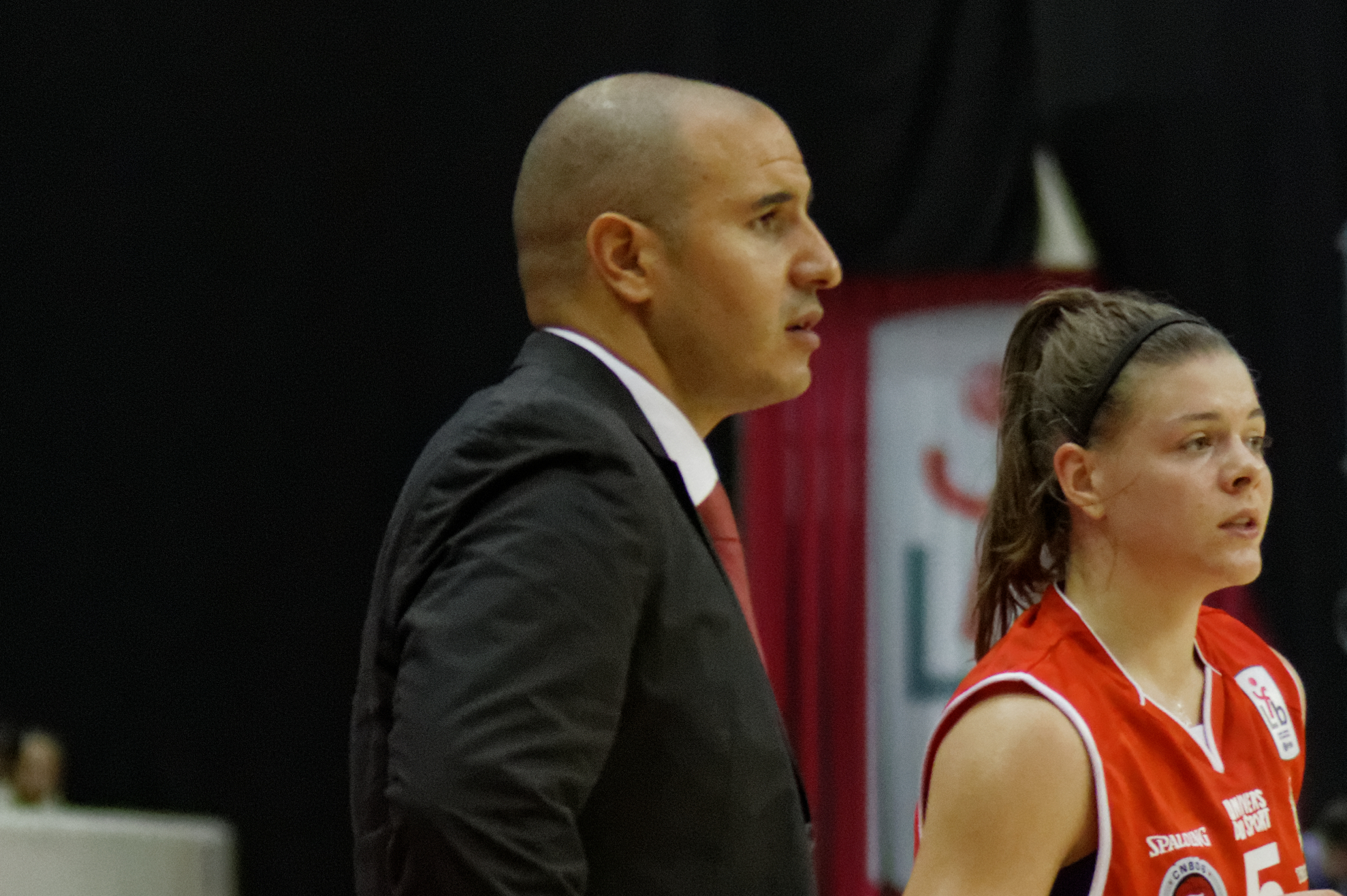
Rachid Meziane (2022-2025)
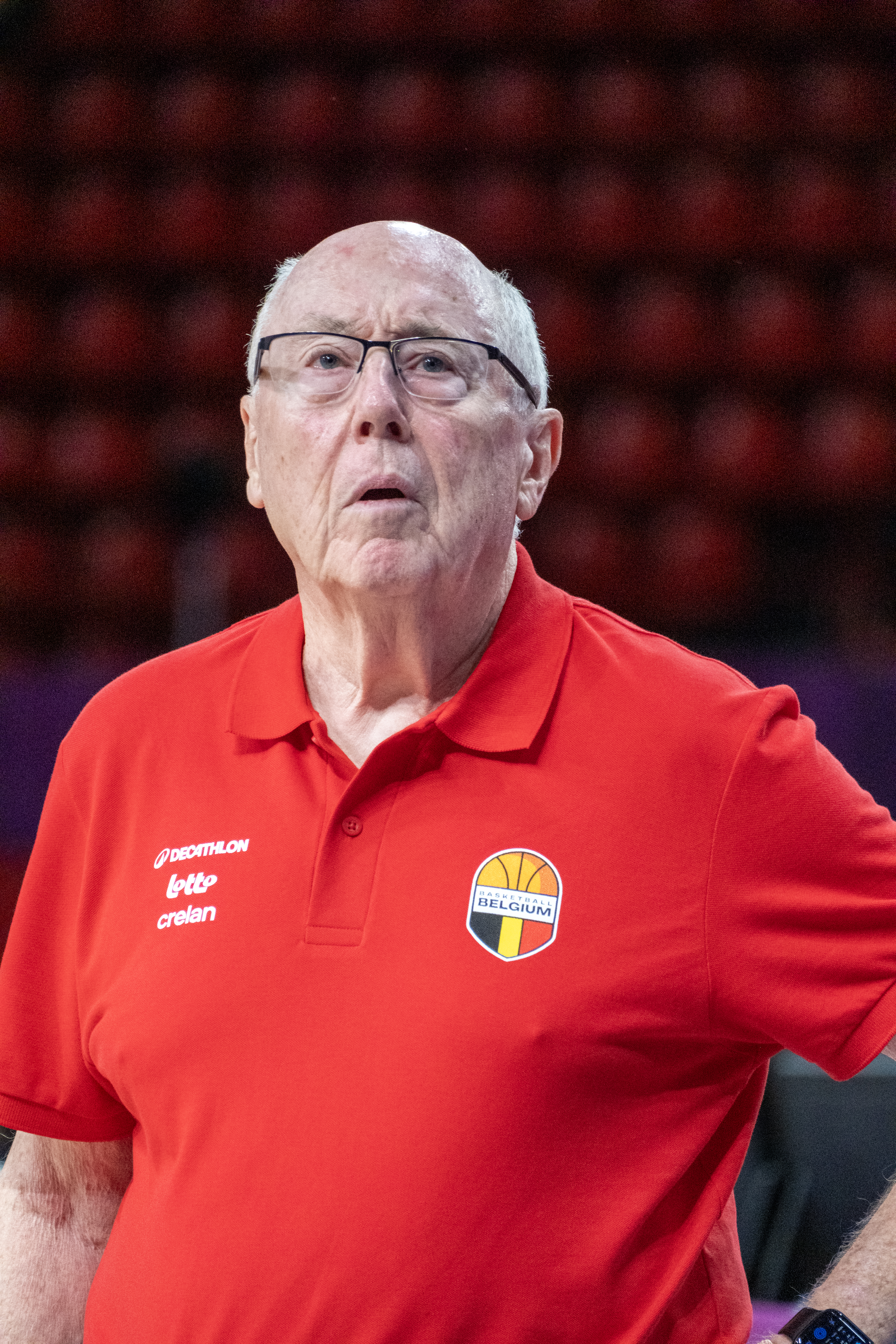
Mike Thibault (2025-heden)